# Classe Sonya
La classe Sonya est le code OTAN d'une famille de dragueurs de mines pour la Marine soviétique et ses alliées entre 1971 et 1991. Leurs désignations en Union soviétique étaient Projet 1265 Yakhont.

## Description
Dérivés de la classe Vanya (en), les unités de cette classe sont équipés d'un sonar aux meilleures performances opérationnelles. Un total de 72 navires ont été construits aux chantiers navals de Vladivostok (Russie) et de Avangard (Tadjikistan). Un navire, le BT-730, a été perdu lors d'un accident en 1985 et un autre est entré en collision avec le navire de surveillance suédois Orion) au large l'île de Gotland dans la mer Baltique en novembre 1985.

## Pays utilisateurs
- Russie/ Union soviétique : 26 navires en service actif et 14 actuellement en stock.
  - Flotte de la Baltique : 5 navires
  - Flotte de la mer Noire : 2 navires
  - Flotte du Nord : 8 navires
  - Flotte du Pacifique : 8 navires
  - Flottille de la mer Caspienne : 3 navires
- Ukraine : 2 en service (U330 Melitopol, U331 Mariupol)
- Azerbaïdjan : 2 en service
- Marine bulgare : 4 navires donnés par l'URSS
- Cuba : 4 navires achetés à l'URSS
- Marine syrienne : 1 navire acheté à l'URSS
- Vietnam : 4 navires en service dans la marine populaire vietnamienne achetés à l'URSS

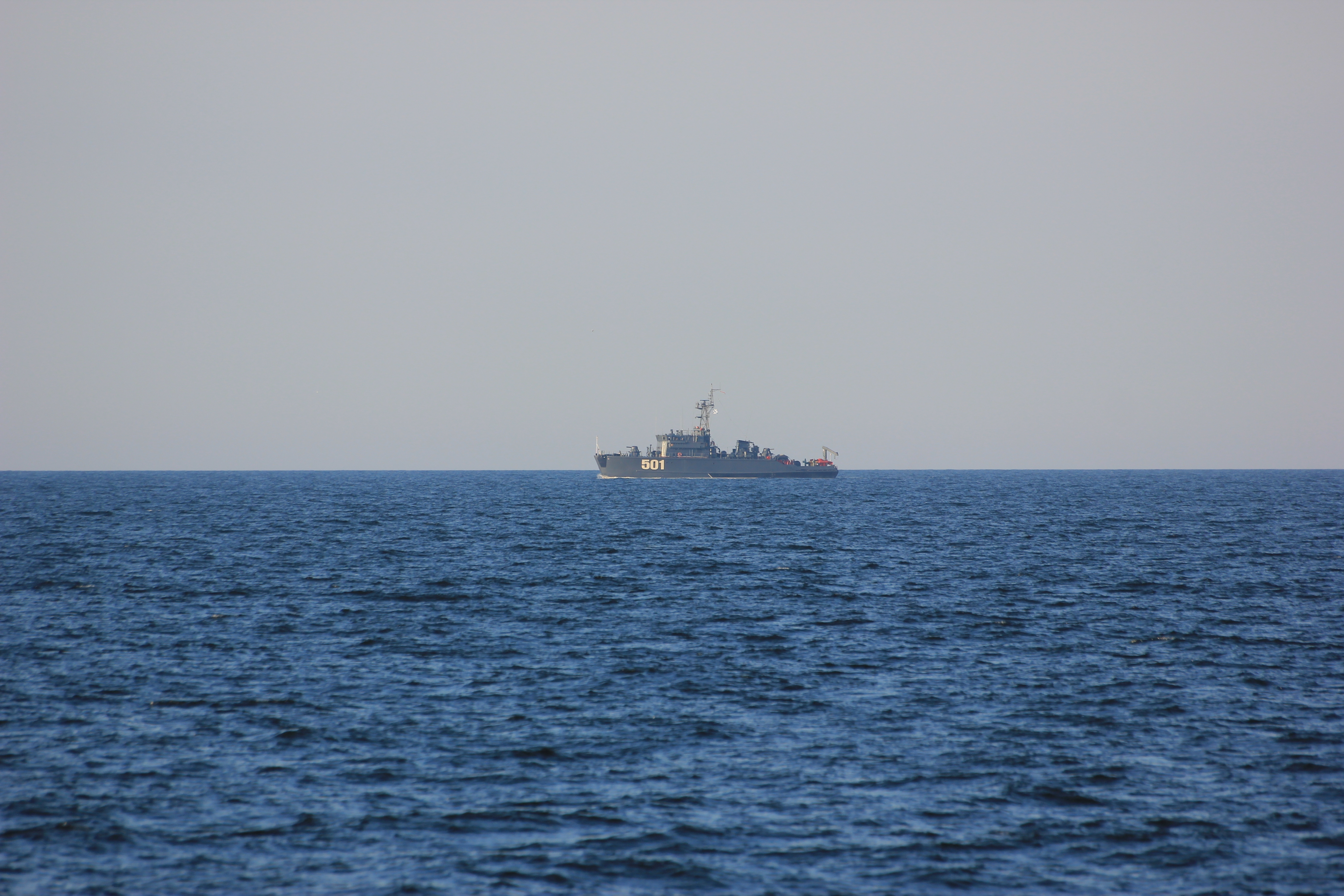
Le BT 212, n°501 de la 64e brigade de la Base navale de Baltiïsk.

### Sources et bibliographie
- (en) Robert Gardiner, Conway's all the World's Fighting Ships 1947-1995, Londres, Conway Maritime, 1995, 675 p. (ISBN 0-85177-605-1, OCLC 34284130)Également publié la même année, sous le même titre avec Stephen Chumbley et Przemysław Budzbon à la Naval Institute Press, Annapolis, MD,  (ISBN 1557501327), (OCLC 34267261).